# 保甲制度
保甲制度，为中国自宋代使用带有军事管理的户籍管理制度，後來作罷。但於之后在各个朝代演变为农村基本政治制度，所以基本内容为10户为「甲」，10甲为「保」，直到1912年中華民國成立以后才停止施行。但一些西方媒体认为这个制度适用在今日中国，与高度组织与纪律的共产党基层组织仍然十分相似。

## 历史
保甲制作为一种乡村政治制度，其最早可以追溯到商鞅变法，商鞅在秦国开阡陌，编什伍，实现连坐制，但其本质上是将军事制度应用于民间。真正作为一种概念和基层政治制度则源自宋朝宋代王安石变法，在社会基层实行保甲制度。因遭受反對與阻礙，此保甲制度於北宋宣和年間廢弛。但宋朝後的朝代又在社会基层实行。此后，一直延续至20世纪初。虽名称、辖户等常有变更，在不同时期又称乡里制度（宋朝前）、村社制度（元朝）以及里甲制度（明朝）等代替，但它的最本质特征是以“户”（家庭）为社会组织的基本单位，其基本职能并无大的变化。明太祖時代的保甲制度是最嚴厲的。
清康熙二十三年（1684年）开始实施保甲法。

## 澳門葡治時期
與當時葡萄牙其他的海外屬地一樣，保甲制度曾經是澳門地方行政制度中最基層的組成部分。在一些村落，例如氹仔、路環、九澳和黑沙，澳葡政府都根據《海外行政改革》法案的規定選出地保（Regedor）。地保本身並無任何實質的政治和行政權力，只作為行政當局在有關村落的代表，負責維持當地的治安和秩序。
隨著葡萄牙海外屬地在20世紀60年代開始爆發獨立戰爭，並且在20世紀70年代中期以後相繼獨立，適用於海外屬地的這種保甲制度也漸漸走向崩潰。到1983年，澳葡政府成立行政暨公職署，取代原來的地方民政制度和部門（即民政廳、澳門市行政局、海島市行政局和路環行政分所）。原來委任的地保，則每月獲發退休金作為補償。澳門實施了超過半個世紀的保甲制度，也就因此走進歷史。

## 台灣日治時期
臺灣在清治時期便有隨其他省份實施保甲制度，在日本統治後，台灣總督府參考、修改並沿用了保甲制度，在二戰將結束時廢除。戰後國民政府大致將原本的保甲改制為現今的村里。

## 中华民国大陆时期
1912年中华民国政府成立以后，一些省区曾自发地推行保甲制度；1923年后曾有一段时间实行閭鄰制，但效果不理想。
1927年5月上海特别市成立，着手建立保甲制度。1929年6月，国民政府颂布《县组织法》，其中规定：在区、乡（镇）实行自治制度（乡镇之下为闾、邻），区长、乡（镇）长直接民选。而自1930年代起，国民政府以保甲制取代乡镇自治制度。据研究，正式施行则起源于国民政府对当时共产党领导的红军的围剿。江西剿共战争期间，1931年进攻红军的國民革命軍剿匪总司令部认为，剿共不力的原因之一是当地民众不支持政府。为去此弊端，司令部所属党务委员会内专门设立了地方自卫处，研究并草拟保甲制度和保甲法规，1931年6月首先在江西修水等43县试行；1932年8月司令部正式颁布了《豫鄂皖三省剿匪总司令部施行保甲训令》及《剿匪区各县编查保甲户口条例》，保甲制度在剿匪区正式建立。1934年经国民党中央政治会议议决，并由行政院通令全国各省市推行。1935年，南京、北平两大城市推行保甲制度。
民国时期保甲制度在村基本形式为10户为一甲，10甲为一保，实际操作城市与乡村、各地区可略有弹性。在城市则以每一门牌为一户，如同一门牌内有两家以上仍以一户计，编为第几保第几甲第几户，设户长。户长由此门牌内各家互推一人充任。根据《南京市城区编组保甲暂行办法草案》之规定，南京城区「二十五户为一甲，二十五甲为一保」、「编余之户十五户以上另立一甲，十四户以下并入邻近之甲；十五甲以上另立一保，十四甲以下并入邻近之保」。
抗日战争时期，日军在沦陷区推行了台湾的保甲制度。在上海实行坊（1944年改为“总联保”）、联保、保、甲四级制度。
1938年2月国民政府行政院颁布《非常时期各地举办联保联坐注意要点》规定：“在城市地方邻居多不相识，或其地客民多于土著，良莠难分，彼此不愿联保者，得令就保内各觅五户签具联保，或由县市内殷实商号或富户，或现任公务员二人，出具保证书，其责任与联保同。”
1949年5月，上海市划分为30个区（其中市区20个、郊区10个），区下设293个保、28553个甲。保设保办事处。保长、甲长为义务职，不领薪水。保队附（3保合设1人，专办兵役）、保户籍警（2保合设1人）在区公所、区警察分局办公，薪水由市民政局出。

## 中华人民共和国废除保甲制度
1949年前后，中国人民解放军进占新解放区的各城市时，由于当务之急是恢复国民经济，没有足够的基层干部与城市管理经验，因此采取了按系统对口接收、接管的谨慎态度，力保政权的平稳过渡，旧有社会制度仍维持运行了一段时期。“由于人民革命秩序尚未建立，给予旧保甲人员立功赎罪的机会，故未予废除。”1949年5月30日中国人民解放军上海市军事管制委员会政务接管委员会派出接管工作组，接管30个区的党部、区公所、区议会、区警察分局，设立各区接管委员会，下设102个接管专员办事处（相当于联保）。期间完成户口登记整理；为取代保甲组织而新建各种群众组织，明确规定应以劳动者及其家属、社会青年学生为骨干，家庭妇女是基本工作人员，旧保甲长一般不能充当群众组织骨干。1950年7月1日，各区人民政府、区公安局与派出所正式办公，正式废除保甲制度。至1951年底，设立2083个居民委员会，自治管理239万居民。